# Baron Zouche
Baronowie la Zouche of Ashby (parostwo Anglii)
- 1299–1314: Alan la Zouche, 1. baron la Zouche of Ashby

Baronowie Zouche of Haryngworth (parostwo Anglii)
- 1308–1352: William la Zouche, 1. baron Zouche
- 1352–1382: William la Zouche, 2. baron Zouche
- 1382–1396: William la Zouche, 3. baron Zouche
- 1396–1415: William la Zouche, 4. baron Zouche
- 1415–1462: William la Zouche, 5. baron Zouche
- 1462–1468: William la Zouche, 6. baron Zouche
- 1468–1526: John la Zouche, 7. baron Zouche
- 1526–1550: John la Zouche, 8. baron Zouche
- 1550–1552: Richard la Zouche, 9. baron Zouche
- 1552–1569: George la Zouche, 10. baron Zouche
- 1569–1625: Edward la Zouche, 11. baron Zouche
- 1815–1828: Cecil Bisshopp, 12. baron Zouche
- 1829–1870: Harriet Anne Curzon, 13. baronowa Zouche
- 1870–1873: Robert Curzon, 14. baron Zouche
- 1873–1914: Robert Nathaniel Cecil George Curzon, 15. baron Zouche
- 1914–1917: Darea Curzon, 16. baronowa Zouche
- 1917–1965: Mary Cecil Frankland, 17. baronowa Zouche
- 1965 -: James Assheton Frankland, 18. baron Zouche

Najstarszy syn 18. barona Zouche: William Thomas Assheton Frankland
Baronowie Zouche of Mortimer (parostwo Anglii)
- 1323–1336: William la Zouche, 1. baron Zouche of Mortimer
- 1336–1346: Alan la Zouche, 2. baron Zouche of Mortimer
- 1346–1368: Hugh la Zouche, 3. baron Zouche of Mortimer
- 1368–1399: Robert la Zouche, 4. baron Zouche of Mortimer
- 1399–1406: Joyce la Zouche, 5. baronowa Zouche of Mortimer